# Eva-Maria Stange

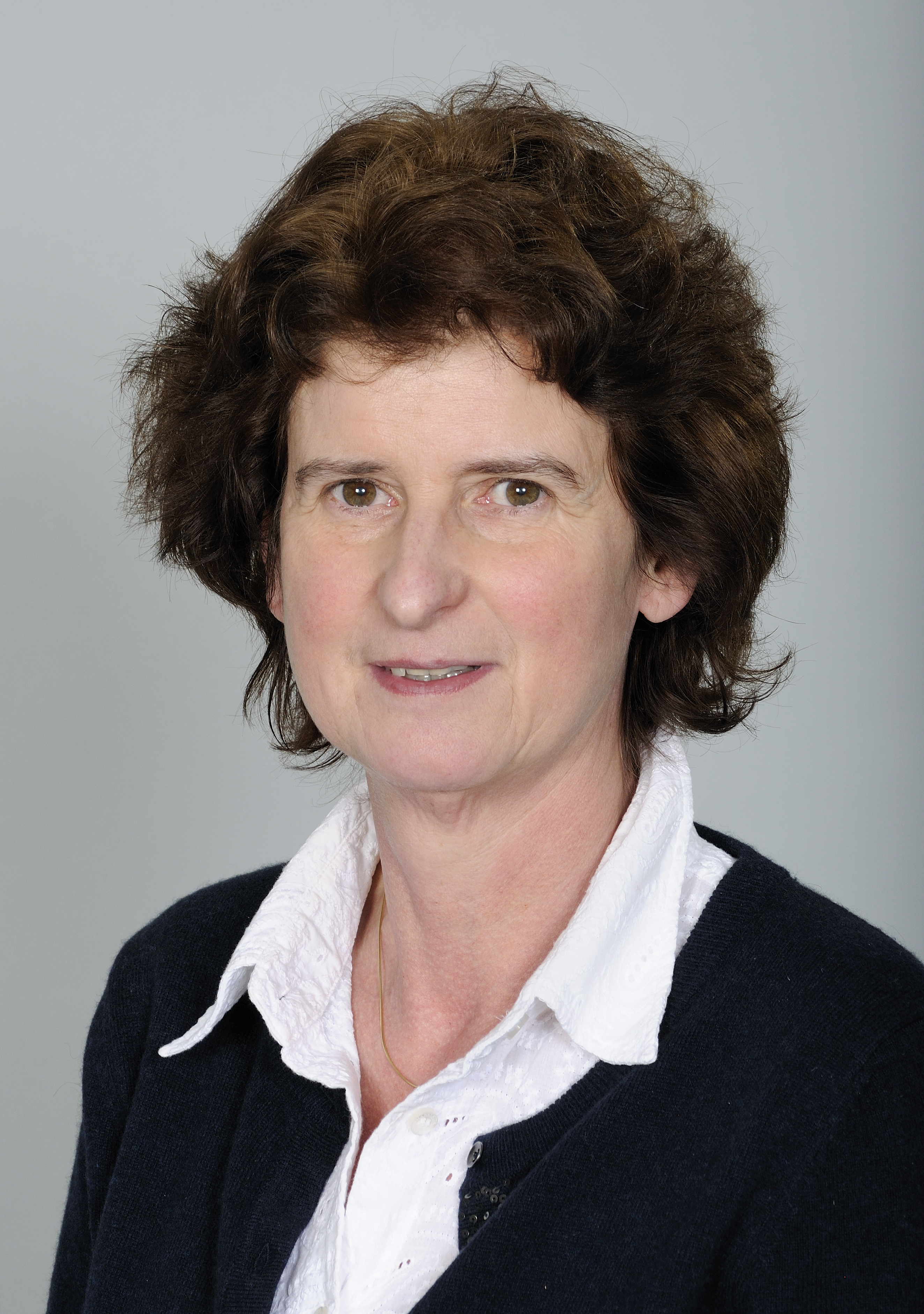
Eva-Maria Stange (2013)

Eva-Maria Stange (* 15. März 1957 in Mainz) ist eine deutsche Politikerin (SPD) und Gewerkschaftsfunktionärin (GEW). Sie war vom 13. Dezember 2017 bis zum 20. Dezember 2019 im Kabinett Kretschmer I die Staatsministerin für Wissenschaft und Kunst im Freistaat Sachsen. Sie bekleidete dieses Amt bereits von 2006 bis 2009 in den Kabinetten Milbradt II und  Tillich I und vom 13. November 2014 bis zum 12. Dezember 2017 im Kabinett Tillich III. Von 2009 bis 2019 war sie Mitglied des Sächsischen Landtags.

## Leben
Geboren wurde Stange als dritte Tochter einer Arbeiterfamilie in Mainz. Der Vater war ungelernter Arbeiter und die Mutter Hausfrau.
Die Familie zog 1958 in die DDR. Stange besuchte die Polytechnische Oberschule (POS) Rudi Arndt in Elsterwerda (heute Brandenburg) und anschließend die Erweiterte Oberschule (EOS) in Elsterwerda (jetziges Elsterschloss-Gymnasium), die sie an der EOS Pestalozzi in Dresden mit dem Abitur erfolgreich abschloss. Sie erwarb 1979 an der Pädagogischen Hochschule (PH) „Karl Friedrich Wilhelm Wander“ Dresden das Diplom als Lehrerin für Mathematik und Physik. Danach war sie von 1979 bis 1982 als Lehrerin in Dresden tätig. 1982 bis 1985 promovierte sie im Fachbereich Methodik des Physikunterrichts an der PH Dresden zum Dr. paed. Von 1985 bis 1989 war sie in Lehre und Forschung in der Lehrerbildung der PH Dresden tätig.
Von 1989 bis 1993 war sie Lehrerin, ab 1991/92 an einem Gymnasium. Anschließend war sie von 1992 bis 1993 Vorsitzende des Bezirkspersonalrates Gymnasien in Dresden, dann von 1993 bis 1997 Vorsitzende der Gewerkschaft Erziehung und Wissenschaft (GEW) Sachsen und von 1997 bis 2005 Bundesvorsitzende der GEW. Seit August 2005 war sie abgeordnete Lehrerin am Zentrum für Lehrerbildung, Schul- und Berufsbildungsforschung der TU Dresden (ZLSB).
Sie lebt in Dresden-Altfranken, ist verheiratet und hat drei erwachsene Töchter.

## Politik
Stange war von 1981 bis 1988 Mitglied der SED und ist seit 1998 Mitglied der SPD.
Während der CDU/SPD-Koalition schlug sie 2006 der sächsische SPD-Vorsitzende Thomas Jurk für das Amt der Ministerin für Wissenschaft und Kunst als Nachfolgerin von Barbara Ludwig im Kabinett Milbradt II vor. Dies löste Kritik bei der Vereinigung der Opfer des Stalinismus (VOS e. V.) und beim Koalitionspartner CDU aus. Der VOS kritisierte, dass sie als langjähriges SED-Mitglied „nicht akzeptabel“ sei.
Ministerpräsident Georg Milbradt ernannte sie am 13. September 2006 zur Ministerin. Die Kritik von CDU-Politikern hielt auch danach unvermindert an; Bildungsminister Flath sah in Stange „eine Belastung für die Koalition“.
Stange gehörte nach Milbradts Rücktritt auch dem 2008/2009 amtierenden Nachfolgekabinett Tillich I an. Ab November 2014 war sie Mitglied des Kabinetts Tillich III und blieb auch unter Tillichs Nachfolger Kretschmer in der Landesregierung (siehe Kabinett Kretschmer I). Seit der Landtagswahl in Sachsen 2009 war sie Abgeordnete des Sächsischen Landtags und zuständig für Schul- und Bildungspolitik (Runder Tisch Bildung). Sie war ab April 2012 eines von 19 Mitgliedern des sächsischen Untersuchungsausschusses zu „kriminellen und korruptiven Netzwerken in Sachsen“ („Sachsensumpf“).
Auf dem Landesparteitag der SPD Sachsen am 12. Juni 2010 wurde sie zu einer der zwei stellvertretenden Parteivorsitzenden gewählt.
Bei der Oberbürgermeisterwahl in Dresden am 7. Juni 2015 trat sie als Kandidatin der Wählerinitiative „Gemeinsam für Dresden“ an, die unter anderem von den Stadtratsfraktionen der SPD, der Grünen, der Linken und der Piraten unterstützt wird. Mit 36 Prozent der Stimmen war sie die erfolgreichste der sechs Kandidaten des ersten Wahlgangs, verfehlte jedoch die in diesem Wahlgang notwendige absolute Mehrheit. Im zweiten Wahlgang am 5. Juli 2015 unterlag sie Dirk Hilbert (FDP) mit 44 zu 54 Prozent der Stimmen.
Bei der Landtagswahl 2019 trat sie nicht mehr an.

## Mitgliedschaften und Funktionen
- 1979 bis 1990 Mitglied der Gewerkschaft Unterricht und Erziehung der DDR
- 1998 bis 2005 Executive Board Member of Education International
- 1997 bis 2005 Bundesvorsitzende der Gewerkschaft Erziehung und Wissenschaft
- 2006 bis 2009 und seit dem 13. November 2014 Sächsische Staatsministerin für Wissenschaft und Kunst
- 2007 bis 2010 Präsidentin des Deutschen Nationalkomitees für Denkmalschutz
- 2008 bis 2012 Bundesvorsitzende der Arbeitsgemeinschaft für Bildung in der SPD (AfB)
- seit 2011 Vorsitzende der Volkssolidarität Dresden e. V.

## Publikationen
- Untersuchungen zur Planung, Führung und Gestaltung des Physikunterrichts unter besonderer Beachtung lernpsychologischer Erkenntnisse mit dem Ziel der bewußten Ausbildung ausgewählter geistiger Handlungen, dargestellt am Beispiel der Stoffeinheit „elektromagnetische Induktion“, Klasse 9. Pädagogische Hochschule Dresden, Fakultät für pädagogische Wissenschaft, Dissertation A, 1985.
- GEW-Mitglieder in Ost und West – gemeinsame Wege gehen. Hauptvorstand der GEW, Frankfurt am Main 1997.
- Uwe Sandfuchs, Eva-Maria Stange, Siegfried Kost (Hrsg.): Kleine Grundschule und jahrgangsübergreifendes Lernen. Schülerrückgang als pädagogische Herausforderung. Klinkhardt, Bad Heilbrunn/Obb. 1997, ISBN 3-7815-0893-5.
- Abrüstung statt Sozialabbau. In: Gibt es in der Frage Krieg oder Frieden noch den Westen? Beiträge zum 12. Dresdner Friedenssymposium am 14. Februar 2004. (Hrsg.) Dresdener Studiengemeinschaft Sicherheitspolitik (DSS) e. V.: DSS-Arbeitspapiere, Dresden 2004, Heft 69, S. 6–13.